# 武成公主
武成公主（?—?），中国南朝陈公主，陈宣帝陈顼之女。
武成公主名字不详，史书没有说她的婚配情况。她的母亲吴氏是吴兴人。陈宣帝时吴氏为妃。生下武成公主，后主陈叔宝即位后，尊吴氏为太妃。公主与始兴王陈叔重（母吴姬）或巴东王陈叔谟（母吴姬）中一人，或是一母所出。

## 传记资料
- 《嘉泰吴兴志》：陈宣帝妃吴氏，统记云：吴兴人，生武成公主，后主即位尊为太妃。